# 21 august
ianuarie • februarie • martie  • aprilie  • mai  • iunie  • iulie  • august  • septembrie  • octombrie  • noiembrie  • decembrie
21 august este a 233-a zi a calendarului gregorian și a 234-a zi în anii bisecți. Mai sunt 132 de zile până la sfârșitul anului.

## Evenimente

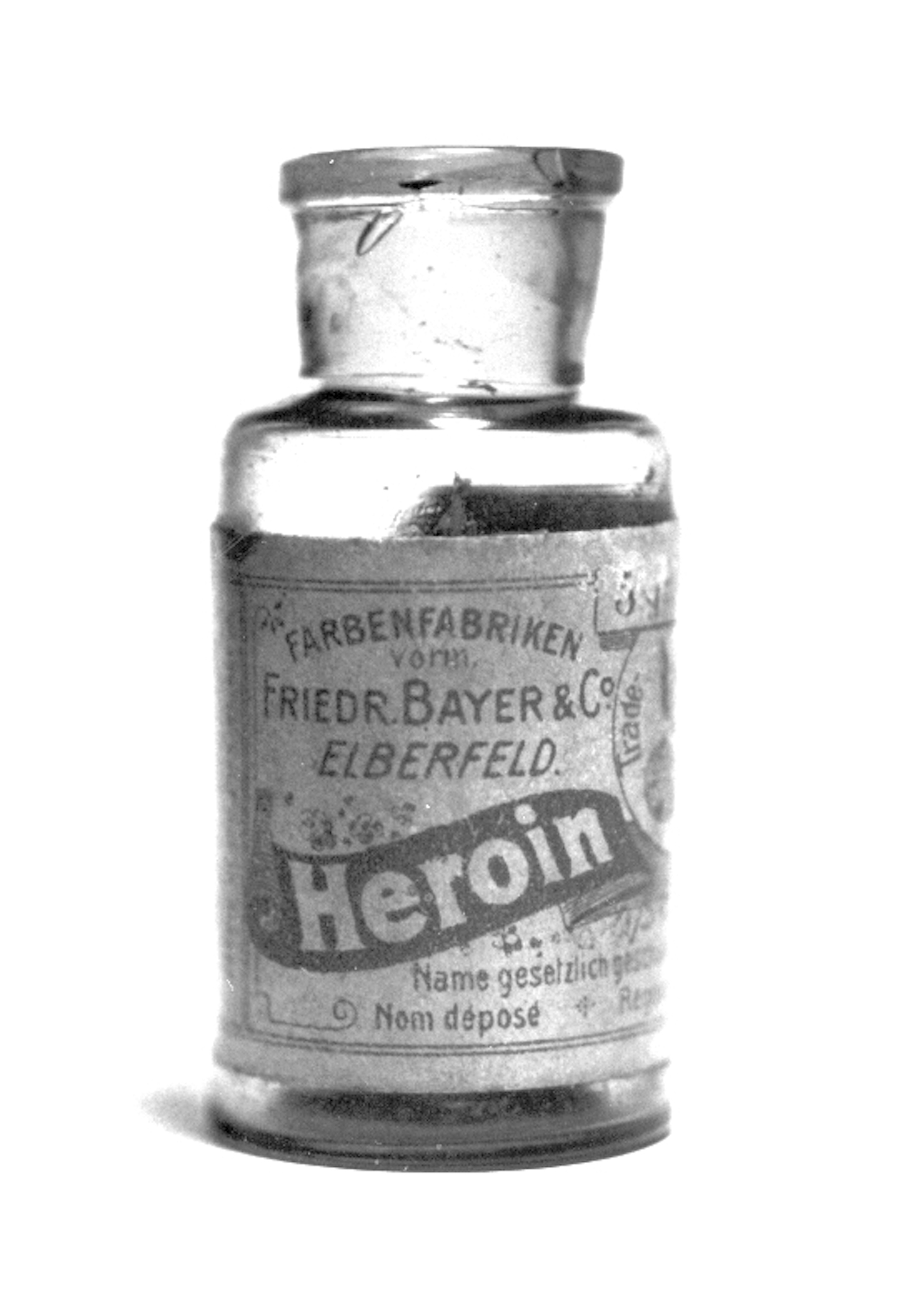
1897: Chimistul german Felix Hoffmann de la Bayer a sintetizat heroina prin metoda folosită de chimistul englez C.R. Wright în 1874. Până în 1910 a fost etichetată ca fiind un derivat substituit al morfinei, utilizat pentru tratarea tusei iritative la copii.

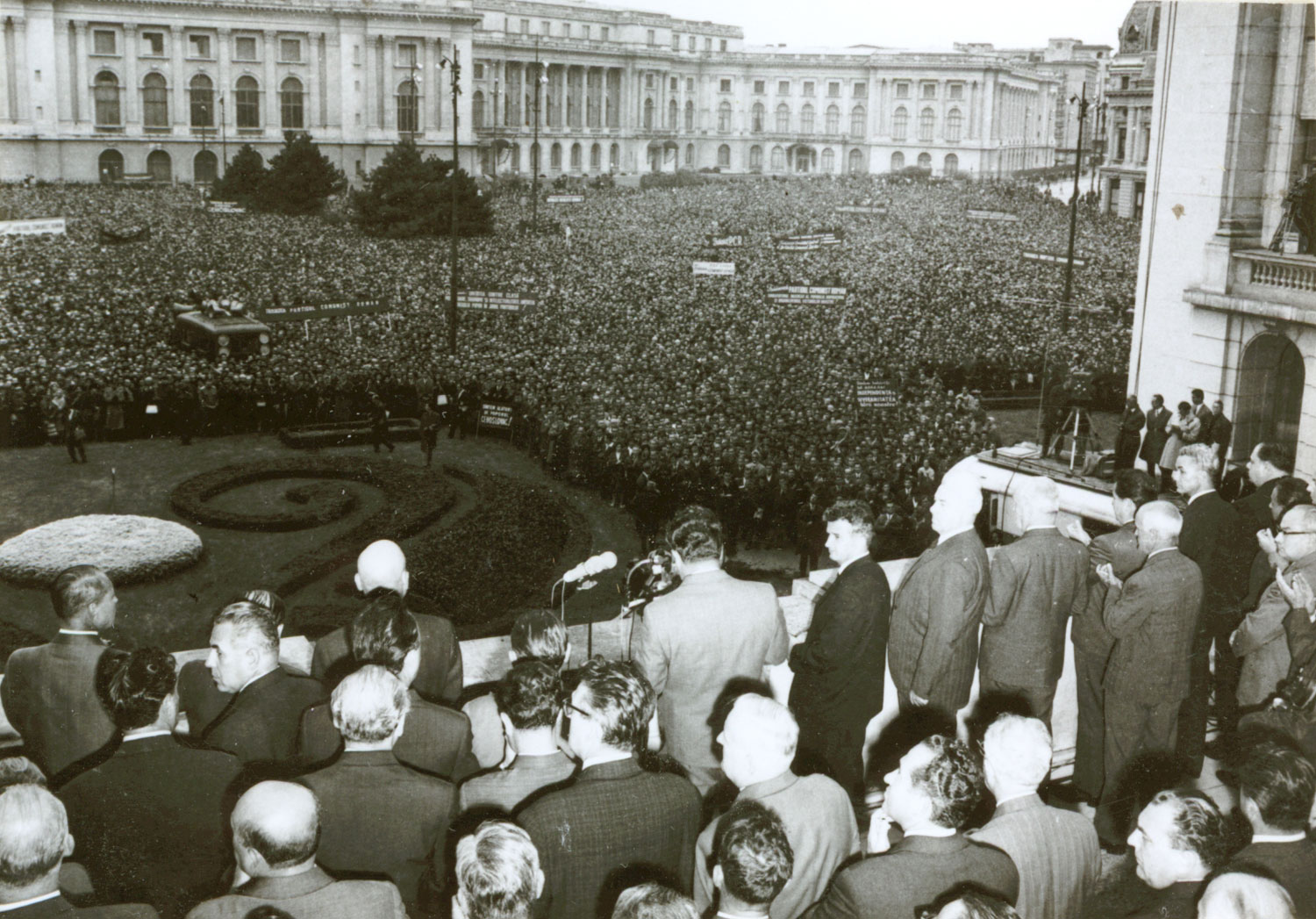
1968: Nicolae Ceaușescu, liderul Republicii Socialiste România, condamnă public Invazia Cehoslovaciei de către forțe armate din cinci state membre în Pactul de la Varșovia, încurajând populația română să se înarmeze împotriva eventualelor represalii sovietice.

- 1157: La moartea regelui Alfonso al VII-lea al Castiliei și Leonului, regatul a fost împărțit între fiii săi, Sancho (Castilia) și Ferdinand (Leon).
- 1485: Sfârșitul războiului „celor două roze”.
- 1745: Marele Duce Petru Fedorovici, viitorul Țar Petru al III-lea, s-a căsătorit cu prințesa germană Sophie Friederike Auguste von Anhalt-Zerbst-Dornenburg, mai târziu mai bine cunoscută sub numele de Ecaterina cea Mare.
- 1770: Exploratorul James Cook revendică în mod oficial estul Australiei pentru Marea Britanie, numindu-o Noul Wales de Sud.
- 1772: Regele Gustav al III-lea impune o nouă constituție a Suediei, prin care a instaurat un scurt regim absolutist.
- 1810: Parlamentul suedez alege ca prinț moștenitor pe mareșalul francez Jean-Baptiste Bernadotte.
- 1831: În Statele Unite izbucnește o rebeliune a sclavilor din Southampton County, Virginia, condusă de Nat Turner, în care au fost uciși 55 de albi înainte ca poliția să oprească protestatarii. Turner era un fanatic religios, care susținea că primea ordine de la Dumnezeu.
- 1897: Chimistul german Felix Hoffmann de la Bayer a sintetizat heroina prin metoda folosită de chimistul englez C.R. Wright în 1874. Pînă în 1910 a fost etichetată ca fiind un derivat substituit al morfinei, utilizat pentru tratarea tusei iritative la copii.
- 1911: Pictura Mona Lisa de Leonardo da Vinci a fost furată din Muzeul Luvru din Paris de un ahgajat al muzeului, urmând să fie recuperată după două zile.[1]
- 1914: Primul Război Mondial: Bătălia de la Charleroi, un atac german de succes peste râul Sambre care a prevenit o ofensivă franceză în aceeași zonă.
- 1943: Sfârșitul bătăliei de la Kursk (începută la 5 iulie 1943). Cea mai mare bătălie a blindatelor din istorie. Armata germană a pierdut peste 500.000 de oameni.
- 1945: Regele Mihai I a somat guvernul Petru Groza să demisioneze. În urma refuzului primit, a hotărât să nu mai semneze decretele de legi („greva regală”).
- 1955: La ora 20.00 începe prima emisiune experimentală de televiziune în România.
- 1959: Hawaii, devine cel de-al 50-lea stat al Statelor Unite ale Americii.
- 1961: De la Galeria Națională din Londra a fost furat celebrul tablou al lui Goya, „Ducele de Wellington”. A fost recuperat în 1965.
- 1965: Este proclamată Republica Socialistă România în urma adoptării unei noi constituții.[2]
- 1968: Războiul Rece: Nicolae Ceaușescu, liderul Republicii Socialiste România, condamnă public Invazia Cehoslovaciei de către forțe armate din cinci state membre în Pactul de la Varșovia, încurajând populația română să se înarmeze împotriva eventualelor represalii sovietice.
- 1986: Eliberarea bruscă de dioxid de carbon de la Lacul Nyos din Camerun va costa mai mult de 1.700 de vieți omenești și mii de animale moarte.
- 1991: Eșuează tentativa de lovitură de stat împotriva lui Mihail Gorbaciov.
- 2012: După 23 de zile de la referendumul pentru demiterea președintelui Traian Băsescu, Curtea Constituțională a constatat că acesta nu a întrunit cvorumul.

## Nașteri
- 1165: Regele Filip al II-lea al Franței (d. 1223)
- 1643: Afonso al VI-lea al Portugaliei (d. 1683)
- 1739: Mariano Salvador Maella, pictor spaniol (d. 1819)
- 1754: William Murdock, inventator scoțian (d. 1839)
- 1765: Regele William al IV-lea al Angliei (d. 1837)
- 1789: Augustin Louis baron de Cauchy, matematician și fizician francez (d. 1857)
- 1793: Dorothea de Curlanda, ducesă de Dino, Talleyrand și Sagan (d. 1862)
- 1798: Jules Michelet, istoric și publicist francez (d. 1874)
- 1801: Hippolyte Sebron, pictor francez (d. 1879)
- 1811: William Kelly, inventator american (d. 1888)
- 1821: Andrei Kim, martir coreean (d. 1846)

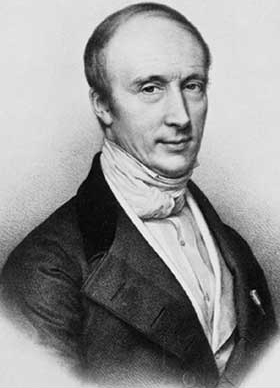
Augustin Louis baron de Cauchy, matematician, fizician francez
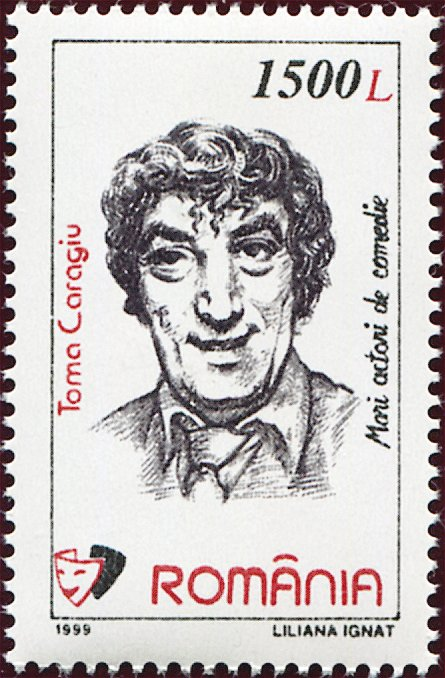
Toma Caragiu, actor român
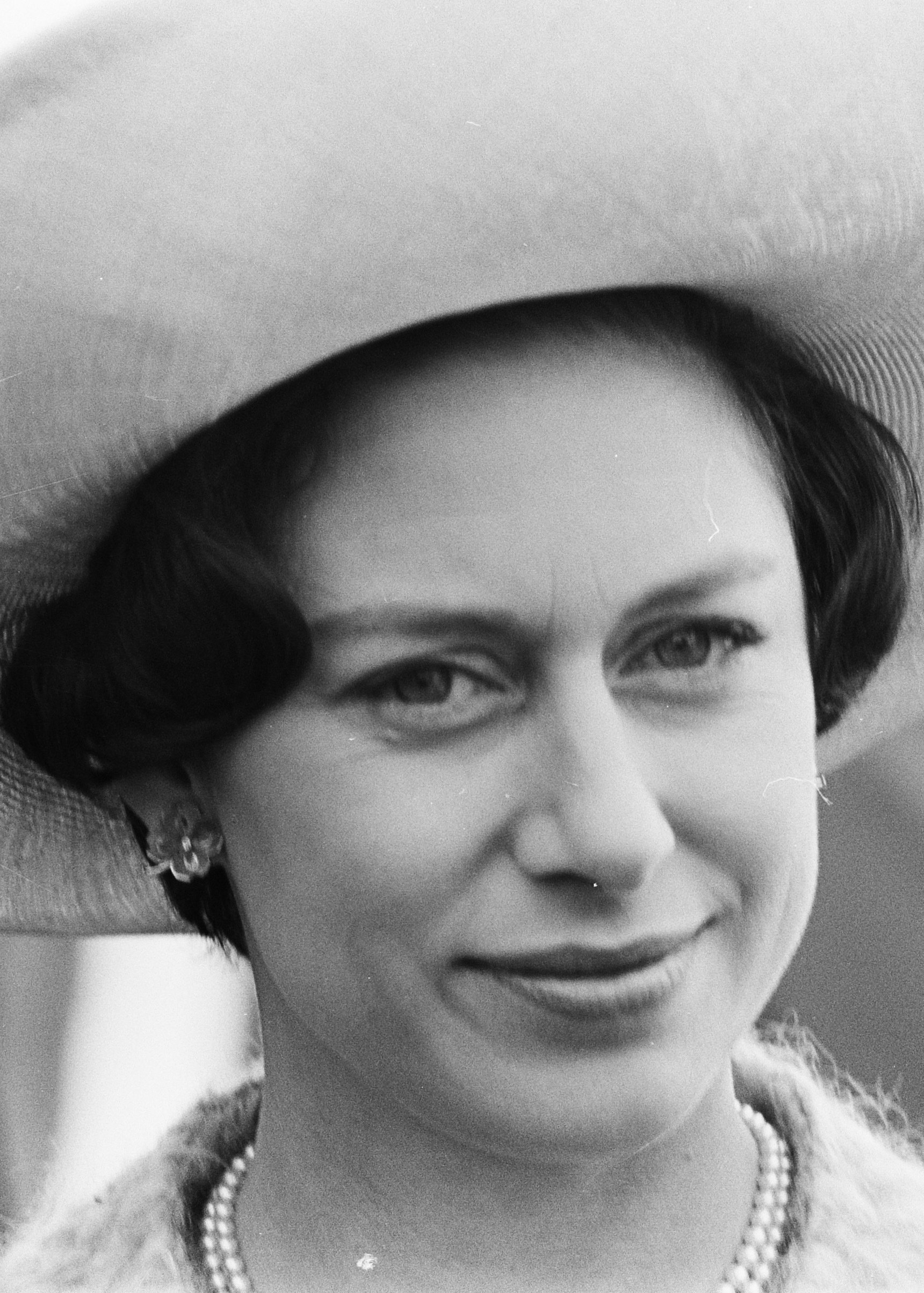
Prințesa Margaret, sora mai mică a reginei Elisabeta a II-a

- 1813: Jean Servais Stas, chimist belgian (d. 1891)
- 1816: Charles Frederich Gerhardt, chimist francez (d.1856)
- 1826: Karl Gegenbaur, anatomist german (d. 1903
- 1858: Rudolf, Prinț Moștenitor al Austriei (d. 1889)
- 1862: Emilio Salgari, scriitor italian (d. 1911)
- 1872: Aubrey Vincent Beardsley, artist plastic englez (d. 1898)
- 1875: Gheorghe Fințescu, entomolog român (d. 1948)
- 1886: Gheorghe Nichifor, matematician și pedagog român (d. 1946)
- 1896: Alexandru Pantazi, matematician român (d. 1948)
- 1909: Nikolai Bogoliubov, matematician rus (d. 1992)
- 1920: Marius Munteanu, poet român (d. 2005)
- 1925: Toma Caragiu, actor român de teatru și film (d. 1977)
- 1927: Jean Constantin, actor român de teatru și film (d. 2010)
- 1927: Ion Ochinciuc, prozator și dramaturg român (d. 2016)
- 1929: Via Artmane, actriță sovietică letonă (d. 2008)
- 1930: Prințesa Margaret, Contesă de Snowdon, sora mai mică a reginei Elisabeta a II-a (d. 2002)
- 1930: Aurel Kostrakiewicz, operator de imagine din România
- 1931: Theodor Negrescu, inginer de sunet român (d. 2012)
- 1934: Elvira Sorohan, filolog român, istoric și critic literar, profesor universitar (d. 2023)
- 1934: John Lewis Hall, fizician american
- 1937: Ioana Drăgan, actriță română
- 1938: Kenny Rogers, cântăreț american de muzică country (d. 2020)
- 1941: Ilinca Tomoroveanu, actriță română de teatru și film (d. 2019)
- 1943: Lino Capolicchio, actor italian
- 1944: Peter Weir, regizor australian de film

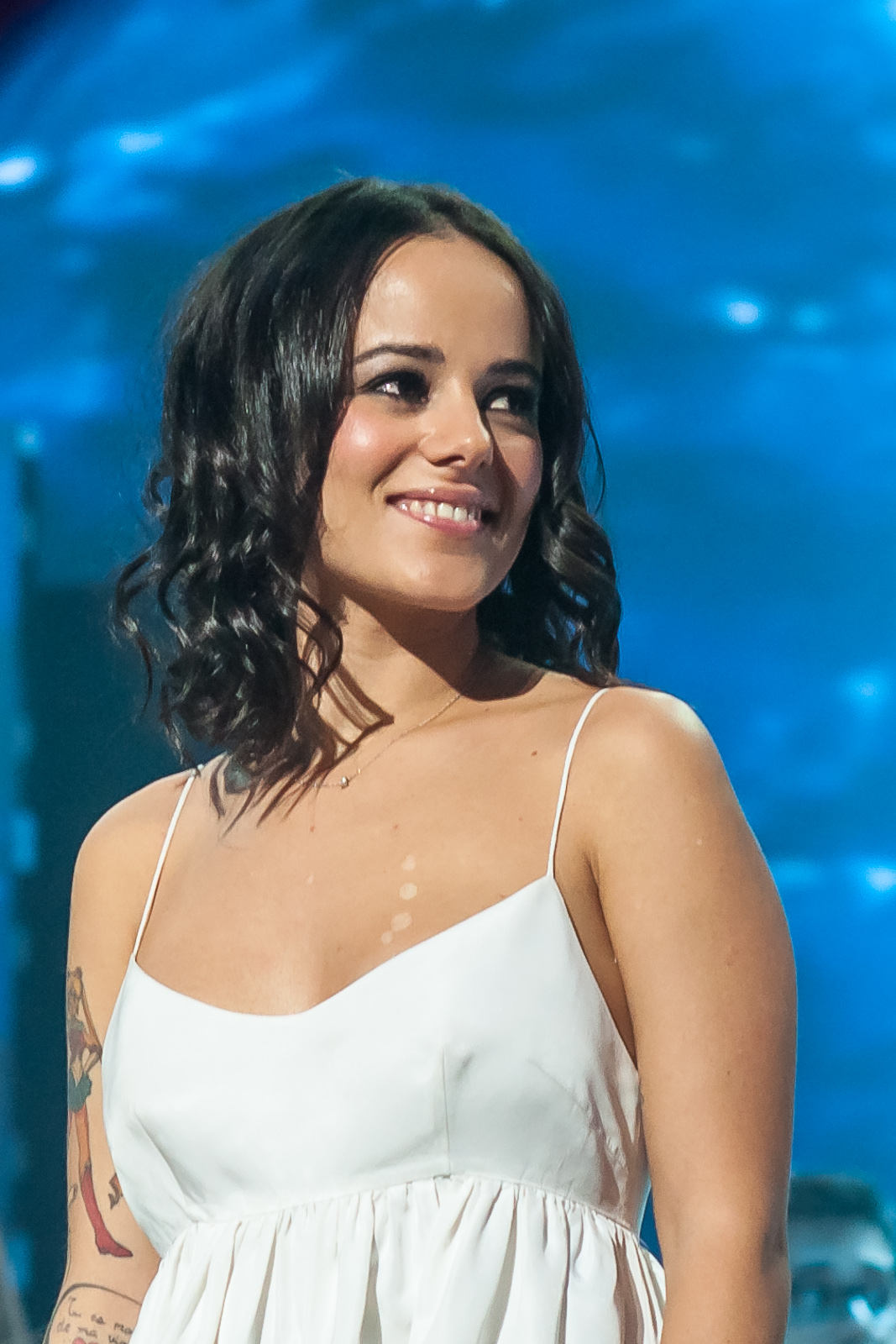
Alizée, cântăreață franceză
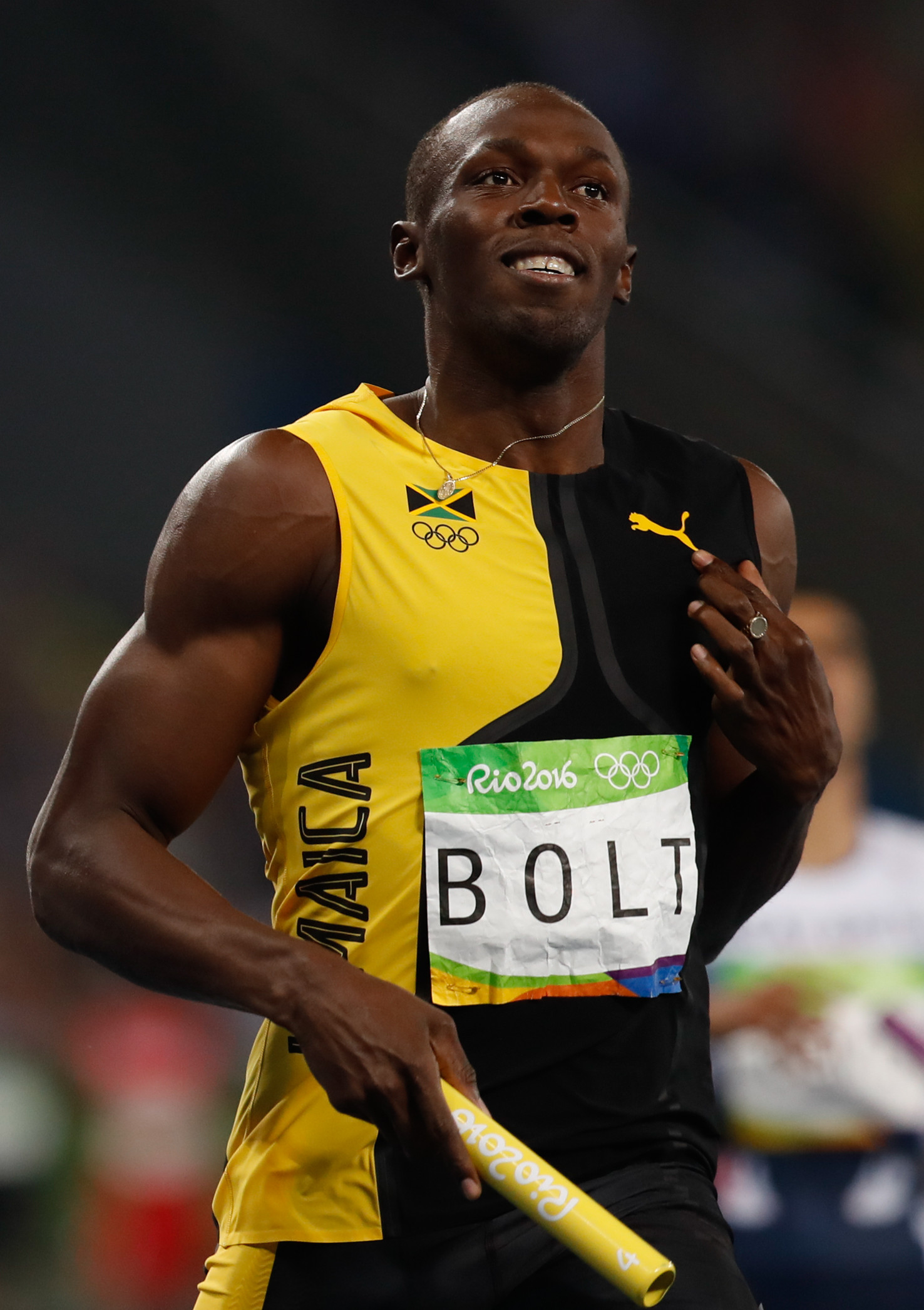
Usain Bolt, atlet jamaican
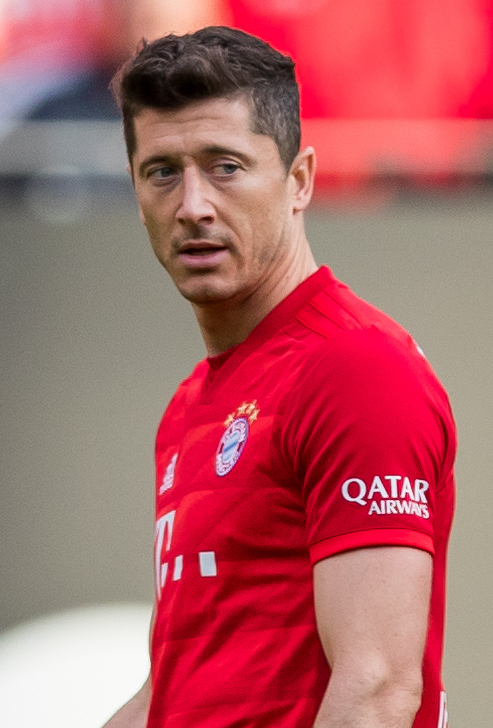
Robert Lewandowski, fotbalist polonez

- 1951: Glenn Hughes, cântăreț-compozitor englez, basist și producător
- 1963: Mohammed al VI-lea, actualul rege al Marocului
- 1966: Mária Bieliková, informaticiană slovacă specializată în interacțiunea om-calculator și inteligență artificială
- 1967: Serj Tankian, cântăreț american, solistul trupei System of a Down
- 1970: Sorina Teodorović, handbalistă română și austriacă
- 1973: Nikolai Valuev, boxer rus
- 1977: Olha Leleiko, scrimeră ucraineană
- 1979: Talida Tolnai, handbalistă română
- 1980: Francesca Quondamcarlo, scrimeră italiană
- 1981: Ryan Griffiths, fotbalist australian
- 1984: Alizée, cântăreață franceză
- 1985: Boladé Apithy, scrimer francez
- 1986: Usain Bolt, atlet jamaican
- 1987: Lilia Arțiuhovici, handbalistă bielorusă
- 1988: Robert Lewandowski, fotbalist polonez
- 1989: Laura Chiper, handbalistă română
- 1990: Joseph Polossifakis, scrimer canadian

## Decese
- 1157: Alfonso al VII-lea al Leonului și Castiliei (n. 1105)
- 1190: Godefroi al III-lea de Leuven (n. 1142)
- 1614: Elisabeta Báthory (n. 1560)
- 1673: Regnier de Graaf, biolog olandez (n. 1641)
- 1723: Dimitrie Cantemir, scriitor, istoric, filosof, om de știință umanist, voievod al Moldovei (n. 1673)
- 1813: Sofia Magdalena a Danemarcei, soția regelui Gustav al III-lea al Suediei (n. 1746)
- 1814: Antonio Carnicero, pictor spaniol (n. 1748)
- 1814: Benjamin Thompson, conte de Rumford, fizician americano-englez (n. 1753)
- 1934: Ion Rusu Abrudeanu, publicist, om politic, deputat și senator român (n. 1870)

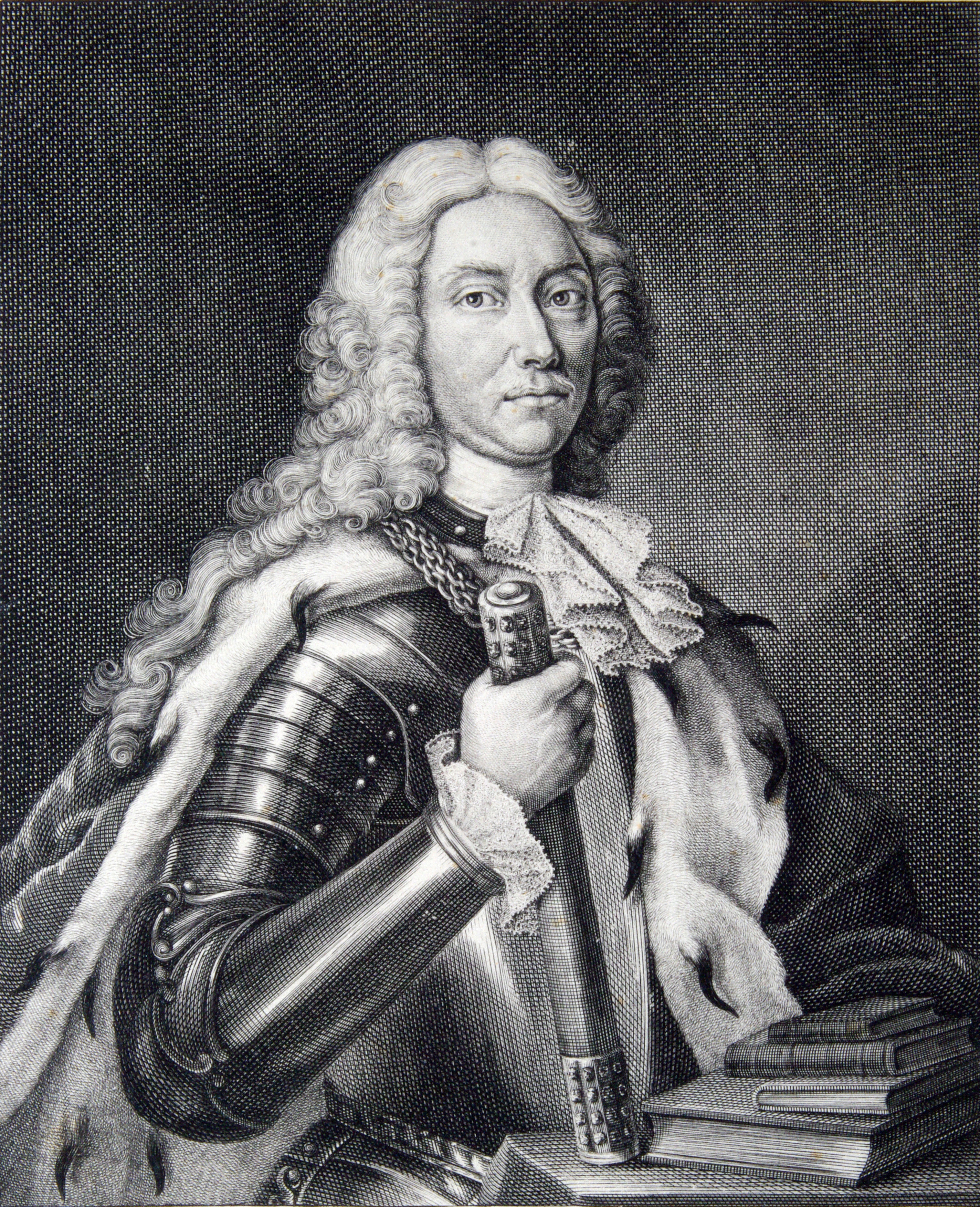
Dimitrie Cantemir, scriitor, istoric, domnitor al Moldovei
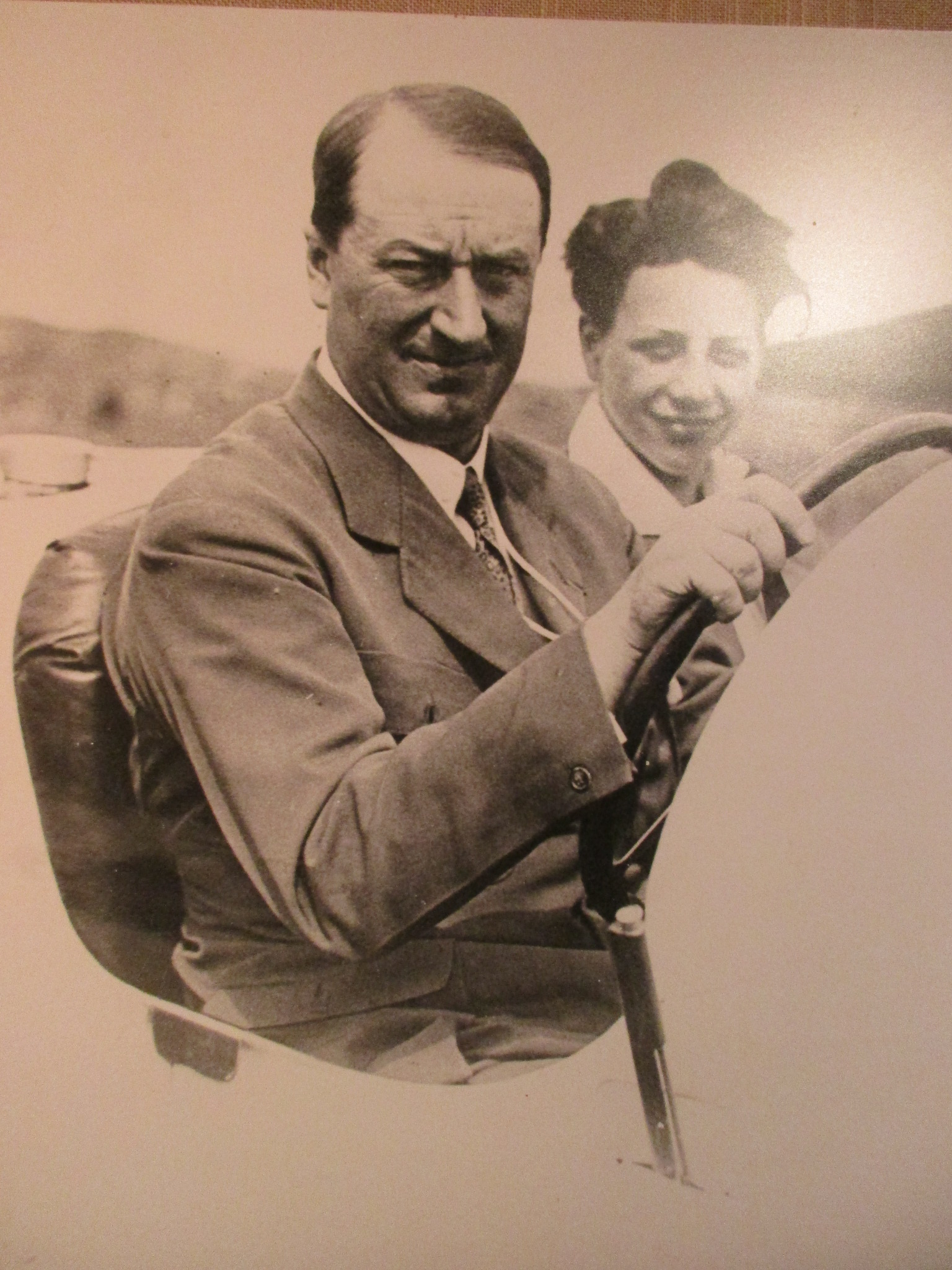
Ettore Bugatti, constructor de automobile italian
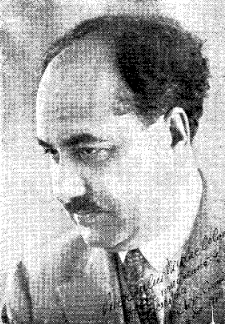
Nichifor Crainic, scriitor, ziarist, politician român

- 1838: Adelbert von Chamisso,  scriitor și naturalist german de origine franceză (n. 1781)
- 1845: Vincent-Marie Viénot de Vaublanc, conte de Vaublanc, politician, scriitor francez (n. 1756)
- 1940: Leon Troțki, politician și terorist rus (n. 1879)
- 1943: Henrik Pontoppidan, scriitor danez (n. 1857)
- 1947: Ettore Bugatti, constructor de automobile italian (n. 1881)
- 1972: Nichifor Crainic (Ion Dobre), scriitor, ziarist și politician român (n. 1889)
- 1979: Giuseppe Meazza, fotbalist italian (n. 1910)
- 1986: Alexandre O'Neill, poet suprarealist portughez (n. 1924)
- 1991: Eugen Jebeleanu, poet și traducător român (n. 1911)
- 1995: Subrahmanyan Chandrasekhar,  fizician, astrofizician și matematician indian, laureat Nobel (n. 1910)
- 2008: Iosif Constantin Drăgan, om de afaceri român stabilit în Italia (n. 1917)
- 2010: Gheorghe Apostol, politician comunist român și conducător al Partidului Comunist Român  (n. 1913)
- 2016: Marin Moraru, actor român de teatru și film (n. 1937)
- 2018: Stefán Karl Stefánsson, actor și cântăreț islandez (n. 1975)
- 2024: John Amos, actor american (n. 1939)

## Sărbători
- Sf. Ap. Tadeu; Sf. Mc. Vasa; Sf. Mc. Donat diac., Romul pr., Silvan diac. și Venust (calendar ortodox)
- România: Ziua Medicinei Militare — la 21 august 1862, domnitorul Alexandru Ioan Cuza a semnat actul de înființare a corpului de ofițeri sanitari. Prin Înaltul Decret Românesc nr. 4629 a luat ființă Corpul Ofițerilor Sanitari din Armată, atestându-se astfel medicina militară ca element specializat pentru asigurarea sănătății efectivelor militare.